# میگل مارتینز (بازیکن فوتبال اسپانیایی)
میگل مارتینز (انگلیسی: Miguel Martínez؛ زادهٔ ۲۵ نوامبر ۱۹۸۱) بازیکن فوتبال اهل اسپانیا است.
از باشگاه‌هایی که در آن بازی کرده‌است می‌توان به باشگاه فوتبال دپورتیوو آلاوس، باشگاه فوتبال بارسلونا سی، باشگاه فوتبال زامورا، باشگاه فوتبال اوئسکا، باشگاه فوتبال رئال ساراگوسا، باشگاه فوتبال آلباسته بالومپیه، و باشگاه فوتبال بارسلونا اشاره کرد.